# Hesperoconopa anthracina
Hesperoconopa anthracina är en tvåvingeart som beskrevs av Alexander 1976. Hesperoconopa anthracina ingår i släktet Hesperoconopa och familjen småharkrankar. Inga underarter finns listade i Catalogue of Life.